# Blåbröstad zebraduva
Blåbröstad zebraduva (Geopelia humeralis) är en fågel i familjen duvor inom ordningen duvfåglar.

## Utseende och läte
Blåbröstad zebraduva är en medelstor duva med en fjälligt kopparglänsande fläck på halsen. Den är vidare grå på huvud och hals med skäraktig buk. Ungfågeln har mindre tydlig halsfläck, mer dämpad fjäderdräkt och ett ögonstreck som gör att den kan förväxlas med den mycket större arten fjällig spegelduva. Lätet är en ofta upprepad sextonig serie.

## Utbredning och systematik
Blåbröstad zebraduva förekommer på södra delen av Nya Guinea och i Australien. Den delas vanligen in i fyra underarter med följande utbredning:
- Geopelia humeralis gregalis – södra Nya Guinea
- Geopelia humeralis headlandi – nordcentrala Western Australia (Pilbaraområdet)
- Geopelia humeralis inexpectata – norra Australien, inklusive Kap Yorkhalvön
- Geopelia humeralis humeralis – östra Australien

Vissa inkluderar inexpectata i humeralis.

## Levnadssätt
Blåbröstad zebraduva är en mycket vanlig fågel som påträffas i skogslandskap, byar, städer, parker och trädgårdar.

## Status
Arten har ett stort utbredningsområde och beståndet anses stabilt. Internationella naturvårdsunionen IUCN listar den därför som livskraftig (LC).